# Annibale Gregori
Annibale Gregori (Sienne, seconde moitié du XVIe siècle – Sienne, avril 1633) est un compositeur et instrumentiste italien de la période baroque.

## Biographie
Annibale Gregori naît à Sienne et y a passé toute sa vie. Il reçoit ses premières leçons de son père Alberto, musicien de premier plan, et devient un cornettiste employé au Palazzo Pubblico. Il travaille également à l'église de l'hôpital de San Maria della Scala, avant d'être nommé en juillet 1612, maître de chapelle de la cathédrale ; poste dont il est démis le 22 décembre 1618. Il est alors maître de chapelle de l'Église Santa Maria di Provenzano. En août 1623, il est réintégré à la cathédrale, où il reste jusqu'à sa mort. Il semble décédé assez jeune, puisque c'est son père qui publie son opus 9, de manière posthume.
Il laisse de la musique sacrée et profane. Ses madrigaux à cinq parties sont dans la tradition polyphonique, alors que ses opus 5 et 9, se déploient dans un style monodique plus moderne. Trois pièces de l'opus 9, sont parmi les très rares de monodies sur la basse Ruggiero.

## Œuvre
- Il primo libro de' madrigali (Venise 1617)
- Cantiones ac sacræ lamentationes, op. 5 (Sienne 1620)
- Sacrarum cantionum… liber secundus, op. 7 (Rome 1625)
- Sacrarum cantionum… liber tertius, op. 8 (Venise 1635)
- Ariosi concenti, ciouè La ciaccona, ruggieri, romanesca, più arie a 1 e 2 voci, op. 9 (Venise 1635)
- 4 livres de madrigaux à cinq voix
- Masquerade, Imeneo d’Amore